# Вавау (округ)
Вавау (тонг. Vavaʻu) — один из пяти округов Тонга, расположенный на архипелаге Вавау. Административный центр округа — город Неиафу (10 000 человек) является вторым по населению городом государства и находится на берегу фьордообразного канала Ава Пулепулекай. Самой крупной гаванью в округе является порт" Убежище" (тонг. Puatalefusi или Lolo-ʻa-Halaevalu, англ. Port of Refuge). Главный и единственный аэропорт округа Вавау называется Лупепау’у и является международным. Он расположен на севере главного острова, недалеко от деревни Холонга. На юге архипелага находится большое количество небольших островов, на которых расположены разнообразные отели и гостиницы. В состав округа Вавау входят 6 районов: Неиафу, Леиматуа, Хахаке, Пангаимоту, Хихифо и Моту.